# Les Baisers de Dorinde
Les Baisers de Dorinde est un poème en six dixains de Tristan L'Hermite publié dans le recueil La Lyre en 1641.

## Présentation

### Texte
Les Baisers de Dorinde est composé de six dixains hétérométriques :
La douce haleine des Zéphirs

Et ces eaux qui se précipitent,

Par leur murmure nous invitent

À prendre d'innocents plaisirs.

Dorinde, on dirait que les flammes

Dont nous sentons brûler nos âmes

Brûlent les herbes et les fleurs ;

Goûtons mille douceurs à la faveur de l'ombre,

Donnons-nous des baisers sans nombre,

Et joignons à la fois nos lèvres et nos cœurs.

Quand deux Objets également

Soupirent d'une même envie,

Comme l'amour en est la vie,

Les baisers en sont l'élément.

Il faut donc en faire des chaînes

Qui durent autant que les peines :

Que je souffre loin de tes yeux,

Amour, qui les baisers aime sur toutes choses,

Fais une couronne de roses

Pour donner à celui qui baisera le mieux.

### Publication
Les Baisers de Dorinde fait partie du recueil de La Lyre en 1641.

## Postérité

### Éditions nouvelles
En 1909, Adolphe van Bever reprend Les Baisers de Dorinde dans la collection « Les plus belles pages » pour le Mercure de France. En 1925, Pierre Camo publie une réédition intégrale des Amours et certains poèmes de La Lyre, dont Les Baisers de Dorinde. En 1960, Amédée Carriat retient trois strophes du poème dans son Choix de pages de toute l'œuvre en vers et en prose de Tristan. En 1962, Philip Wadsworth le reprend également dans son choix de Poésies de Tristan pour Pierre Seghers.

### Œuvres complètes
- Jean-Pierre Chauveau et al., Tristan L'Hermite, Œuvres complètes (tome II) : Poésie I, Paris, Honoré Champion, coll. « Sources classiques » (no 41), 2002, 576 p. (ISBN 978-2-745-30606-7)

### Anthologies
- Pierre Camo (préface et notes), Les Amours et autres poésies choisies, Paris, Garnier Frères, 1925, XXVII-311 p.
- Amédée Carriat (présentation et annotations), Tristan L'Hermite : Choix de pages, Limoges, Éditions Rougerie, 1960, 264 p.
- Adolphe van Bever (notice et appendices), Tristan L'Hermite, Paris, Mercure de France, coll. « Les plus belles pages », 1909, 320 p.
- Philip Wadsworth (présentation et notes), Tristan L'Hermite : Poésies, Paris, Pierre Seghers, 1962, 150 p.

### Ouvrages cités
- Napoléon-Maurice Bernardin, Un Précurseur de Racine : Tristan L'Hermite, sieur du Solier (1601-1655), sa famille, sa vie, ses œuvres, Paris, Alphonse Picard, 1895, XI-632 p.
- Amédée Carriat, Tristan, ou L'éloge d'un poète, Limoges, Éditions Rougerie, 1955, 146 p.